# Rothaus
La Badische Staatsbrauerei Rothaus  (Brasserie d'État de Bade Rothaus) est une brasserie allemande fondée en 1791 et basée à Rothaus, un faubourg de la commune de Grafenhausen (Bade-Wurtemberg).

## Histoire
La brasserie a été fondée en 1791 par le Prince-abbé de l'Abbaye de Sankt-Blasien dans la Forêt-Noire afin d'encourager le développement économique de la région. En 1806, la propriété en fut transférée au Grand-Duché de Bade. La brasserie prit le nom de Großherzoglich Badische Staatsbrauerei Rothaus (Brasserie grand-ducale d'État du Bade Rothaus) jusqu'à l'abolition de la monarchie en 1918, date à laquelle elle fut nommée Badische Staatsbrauerei Rothaus (Brasserie d'État du Bade Rothaus). Bien que la brasserie soit aujourd'hui la propriété exclusive du land de Bade-Wurtemberg, le successeur du Land de Bade, ce nom a toujours cours.
Durant les années 1990, Rothaus a connu une forte croissance de ses ventes et a accru sa popularité au-delà du Bade-Wurtemberg. Cette évolution est remarquable dans le contexte de baisse de la consommation de bière en Allemagne.
Depuis 2002, Rothaus donne son nom au Regio-Tour, une course cycliste professionnelle disputée dans la région.

## Bières

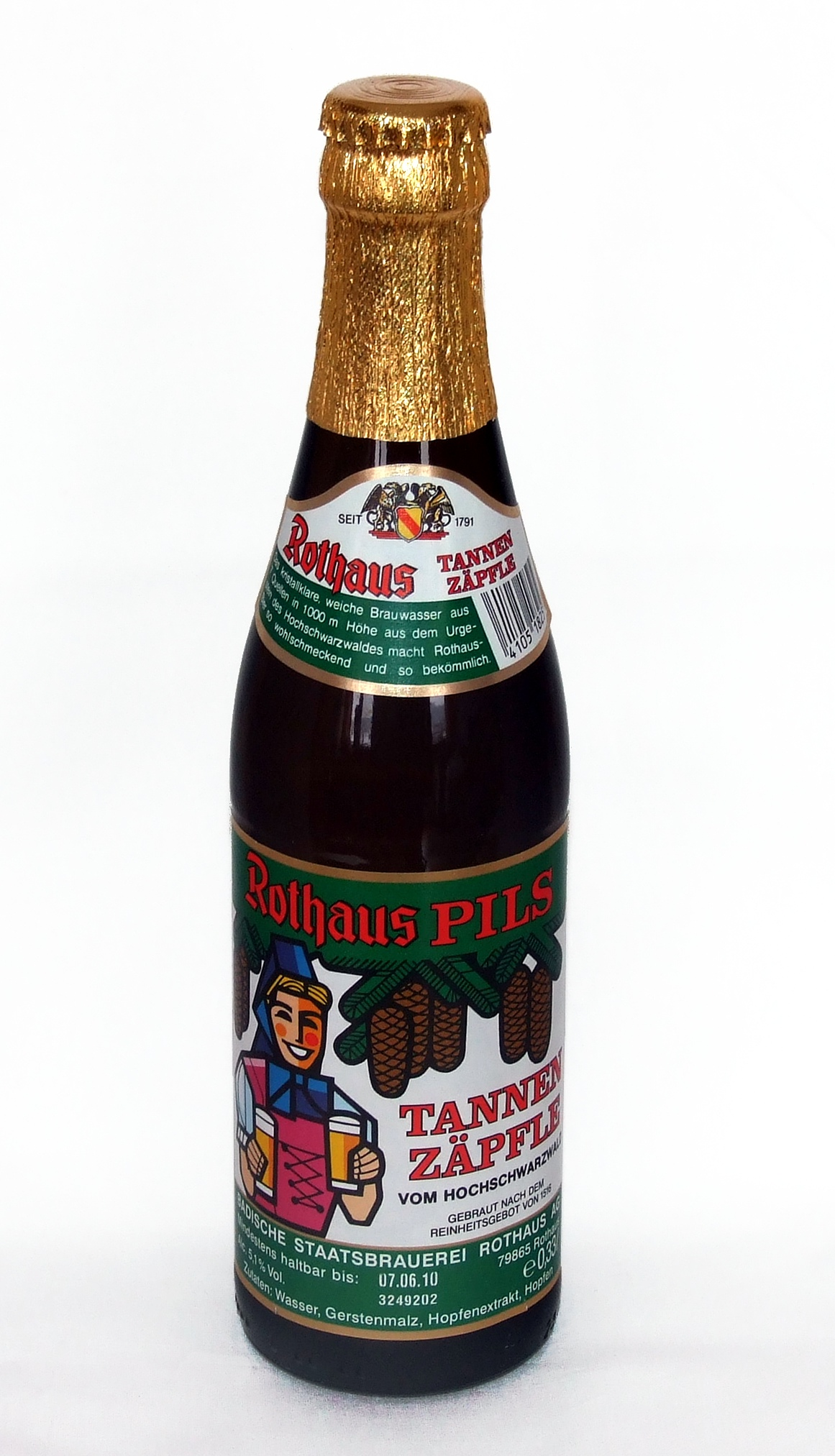
Rothaus Tannenzäpfle (Pils)
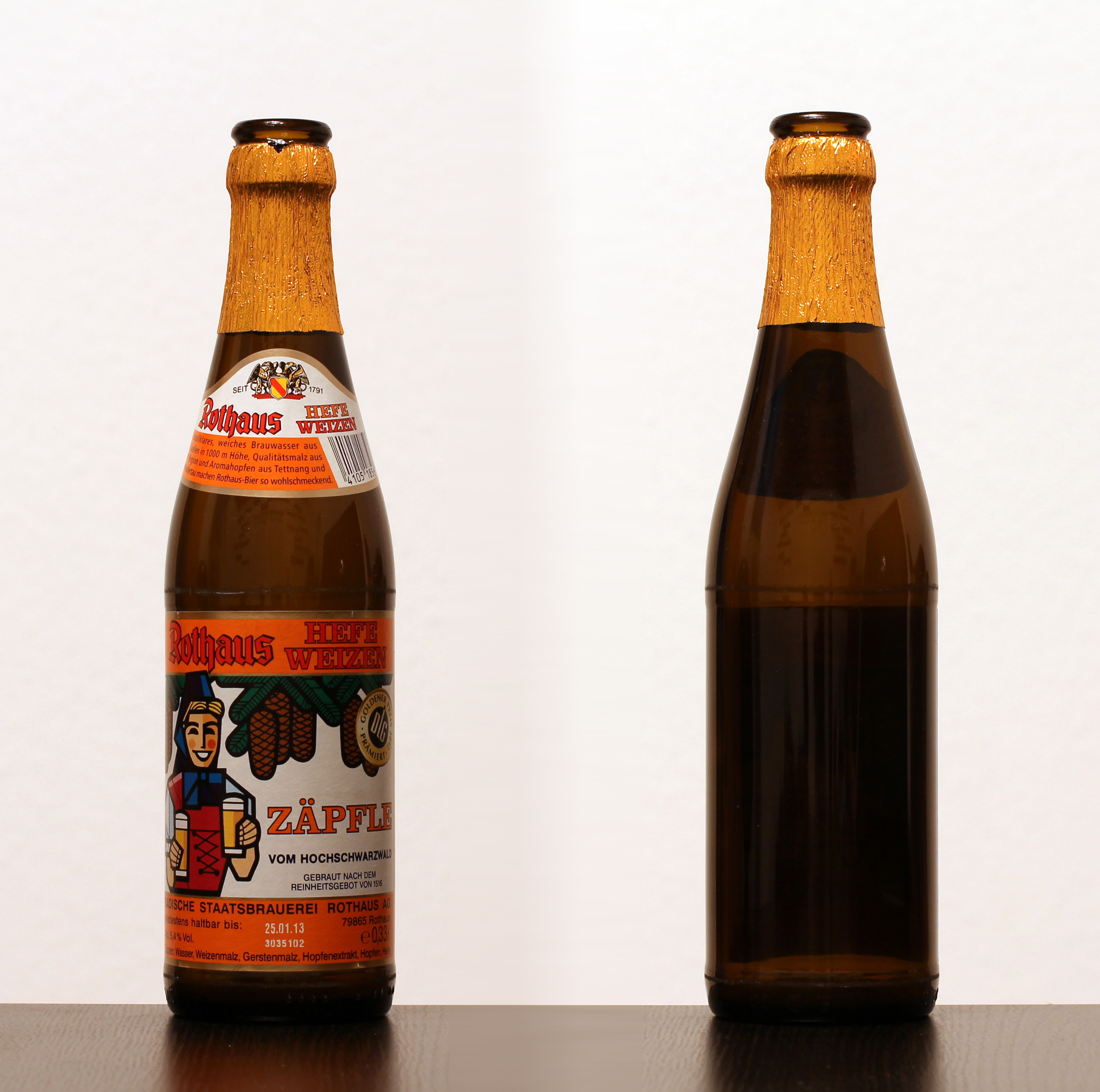
Rothaus Hefeweizen Zäpfle (bière blanche)

Les bières de la brasserie sont vendues dans des bouteilles de 50 ou 33 cl, le nom de la version 33 cl comportant le mot Zäpfle, qui signifie « petite pomme (de pin) », en référence à la Forêt-Noire dans laquelle se trouve la brasserie.
- Rothaus Pils et Rothaus Tannenzäpfle (également appelée Zäpfle), la bouteille de 33 cl est le produit le plus populaire de la brasserie. L'appellation Tannenzäpfle, signifie « petite pomme de pin ».
- Rothaus Hefeweizen et Hefeweizen Zäpfle (bière blanche)
- Rothaus Märzen Export et Rothaus Eis-Zäpfle (märzen)
- Rothaus Radler (panaché) et Radler-Zäpfle .

Les étiquettes présentes sur les bouteilles figurent une jeune femme blonde en tenue traditionnelle, appelée Birgit Kraft. Ce nom est un calembour : dans le dialecte alémanique local, « Bier git Kraft » (« Bier gibt Kraft » en allemand) signifie : « la bière donne de la force ».
Birgit Kraft et les pommes de pin étaient déjà présents sur les étiquettes lorsque la Tannenzäpfle fut lancée en 1956.

## Galerie

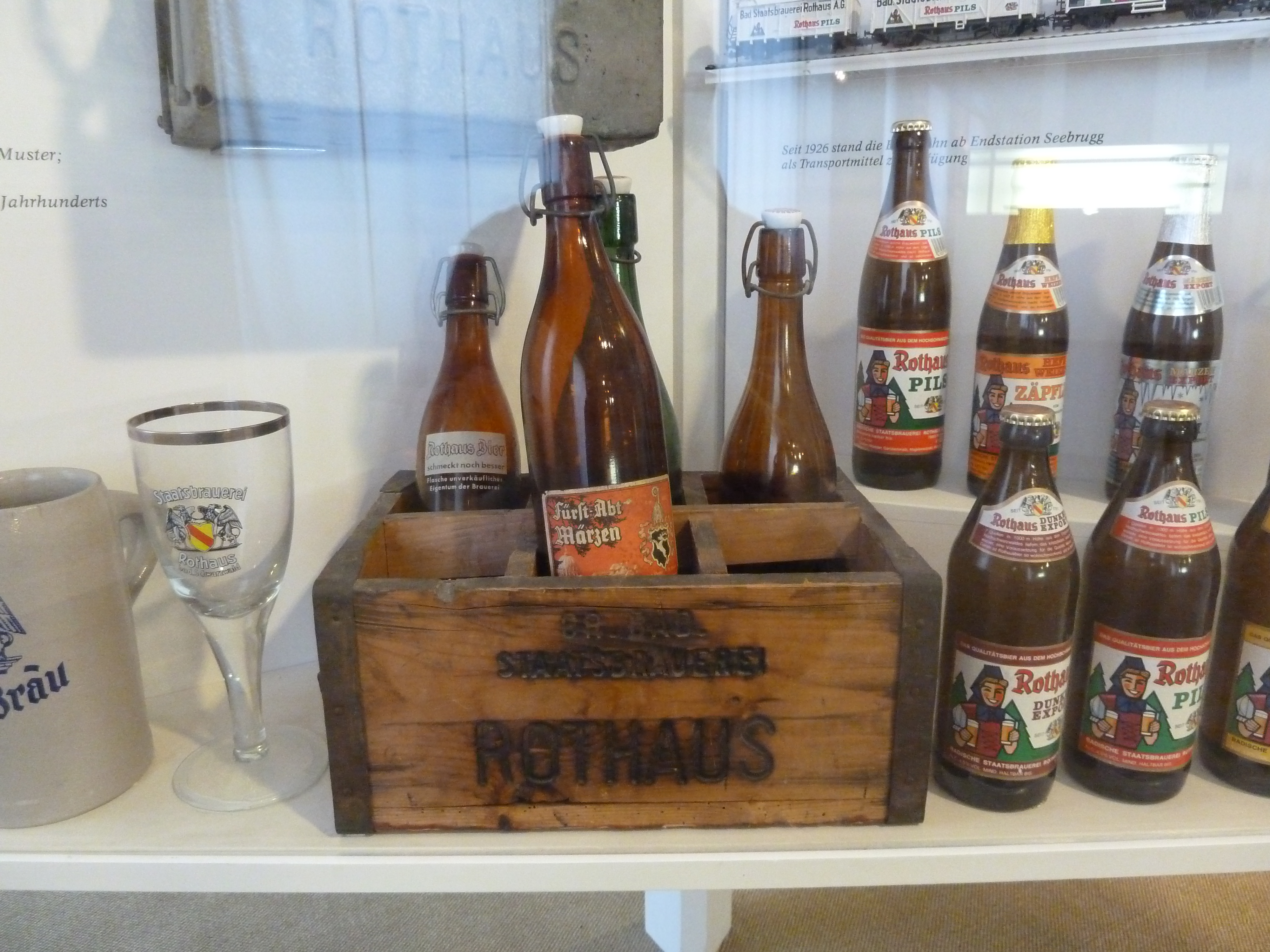
Exposition au Kreismuseum St. Blasien, bouteille "Fürstabt Märzen"
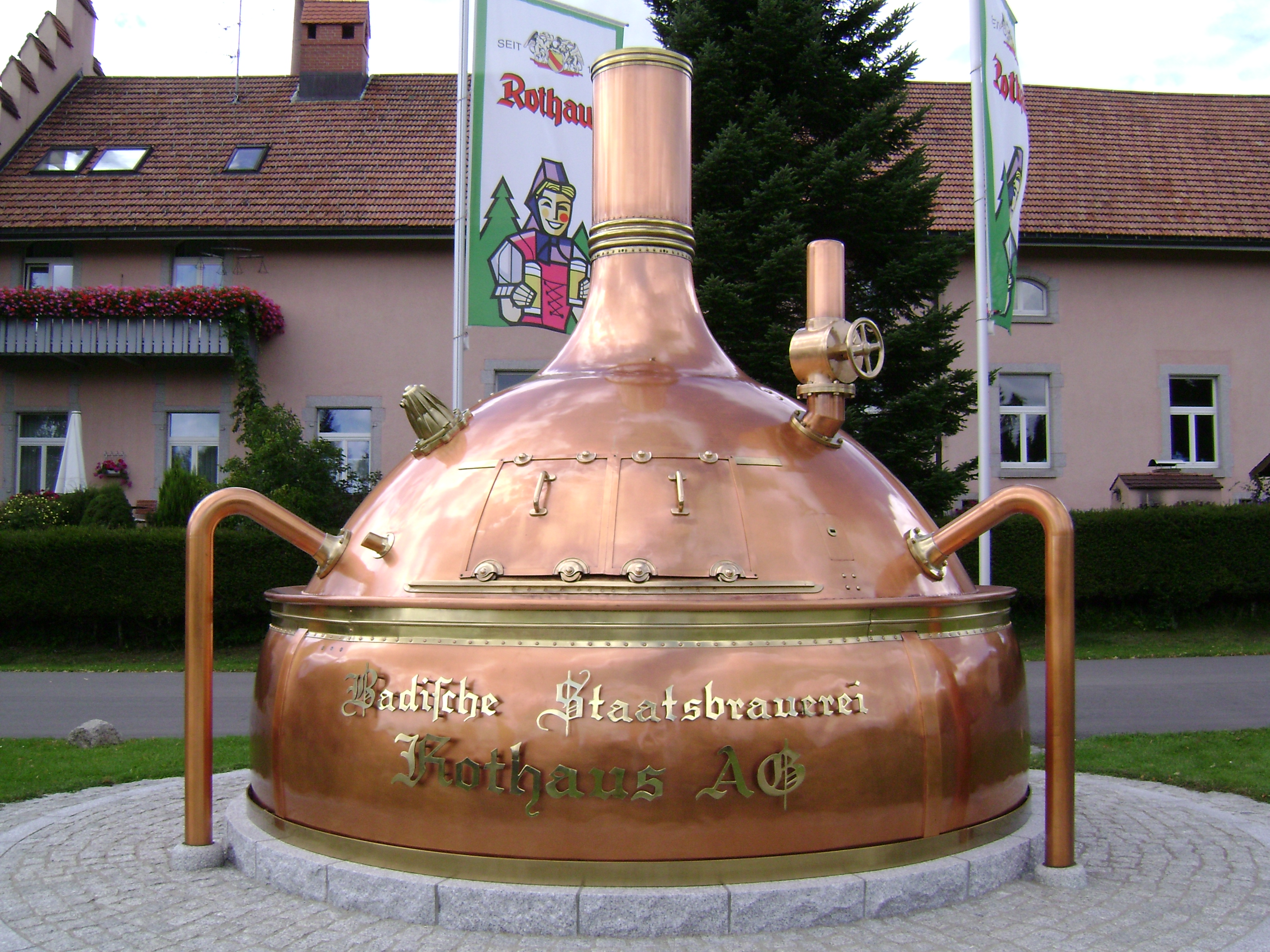
Cuve en cuivre devant les locaux de la brasserie
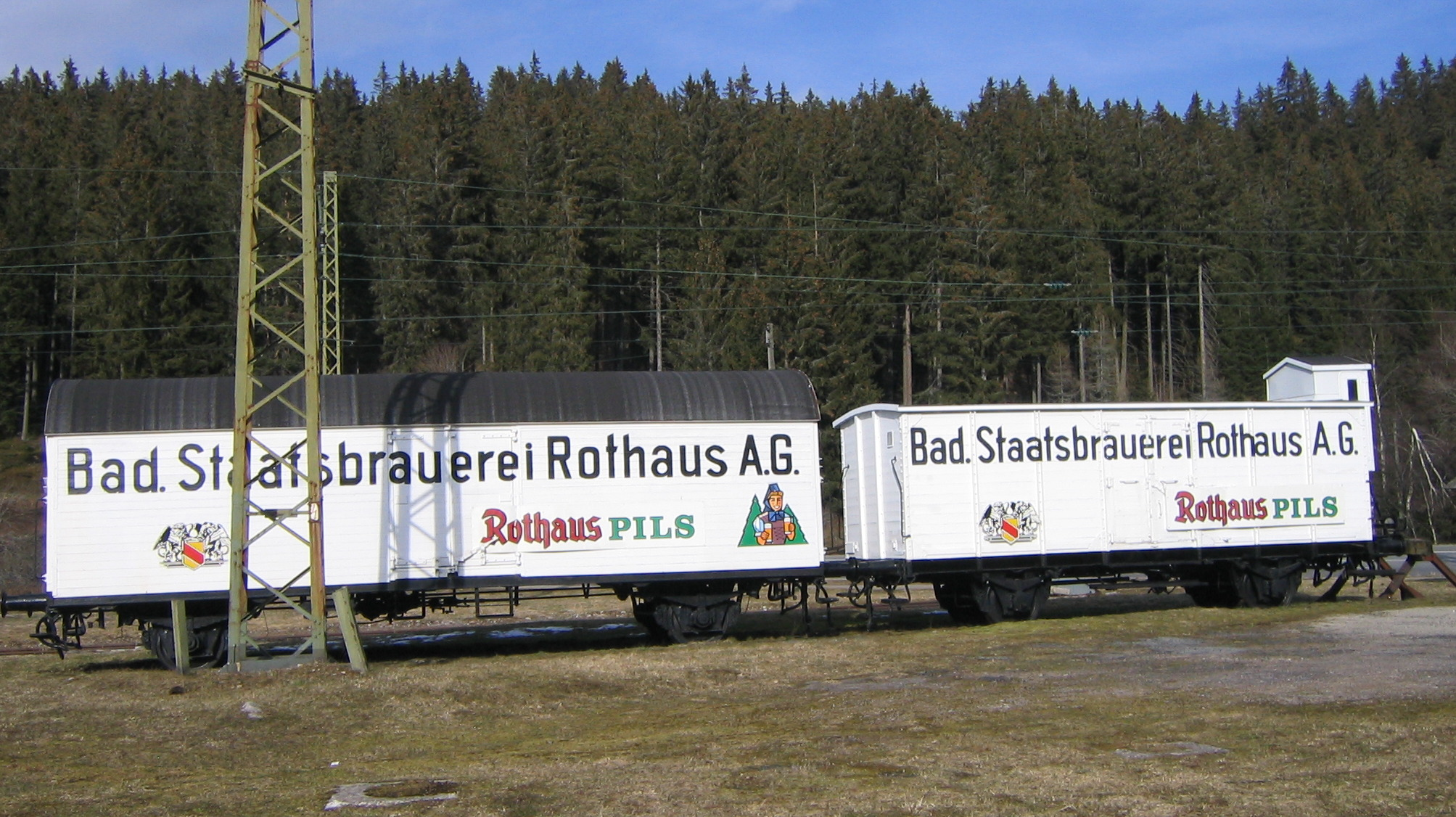
Anciens wagons de la brasserie Rothaus
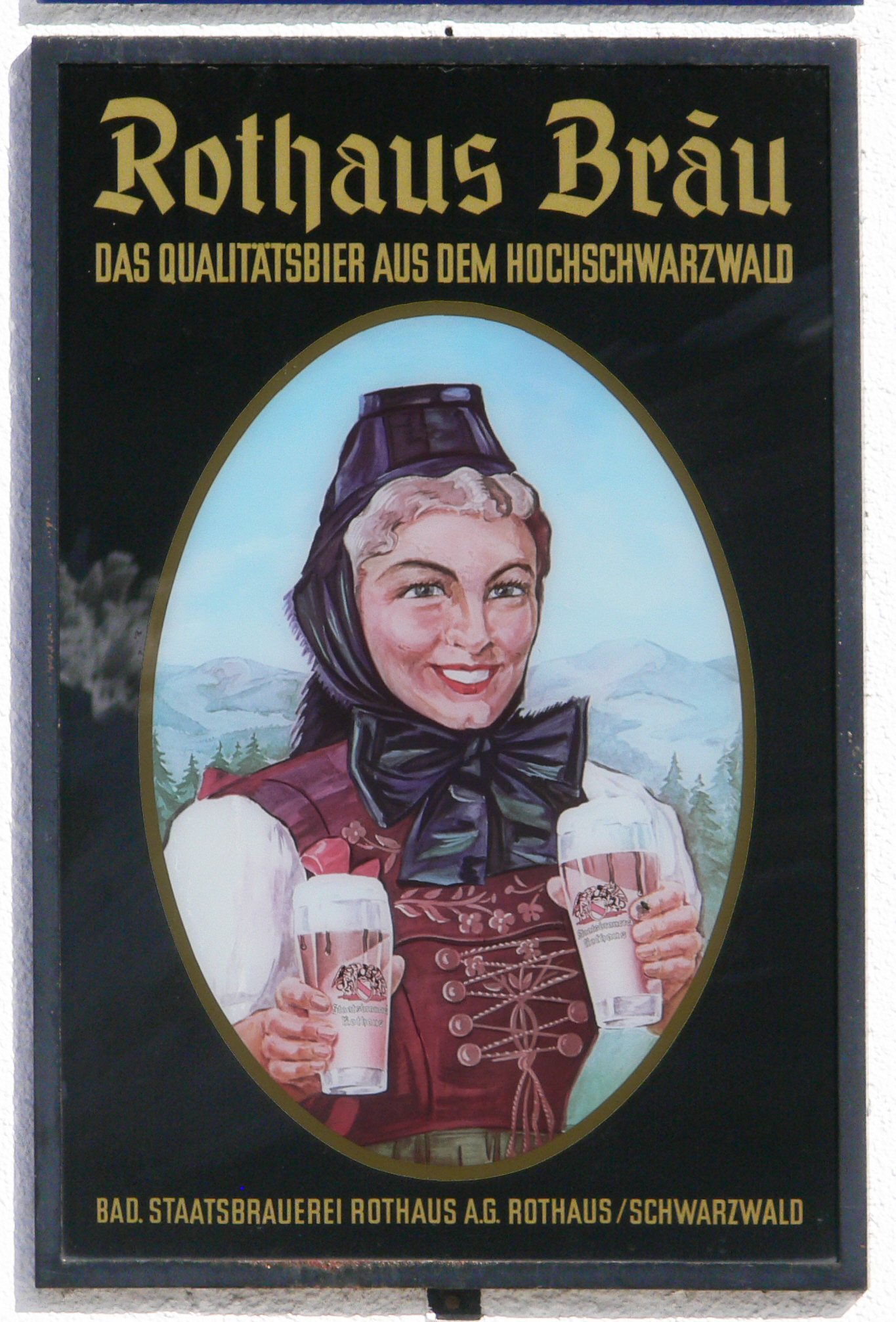
Birgit Kraft sur une publicité ancienne
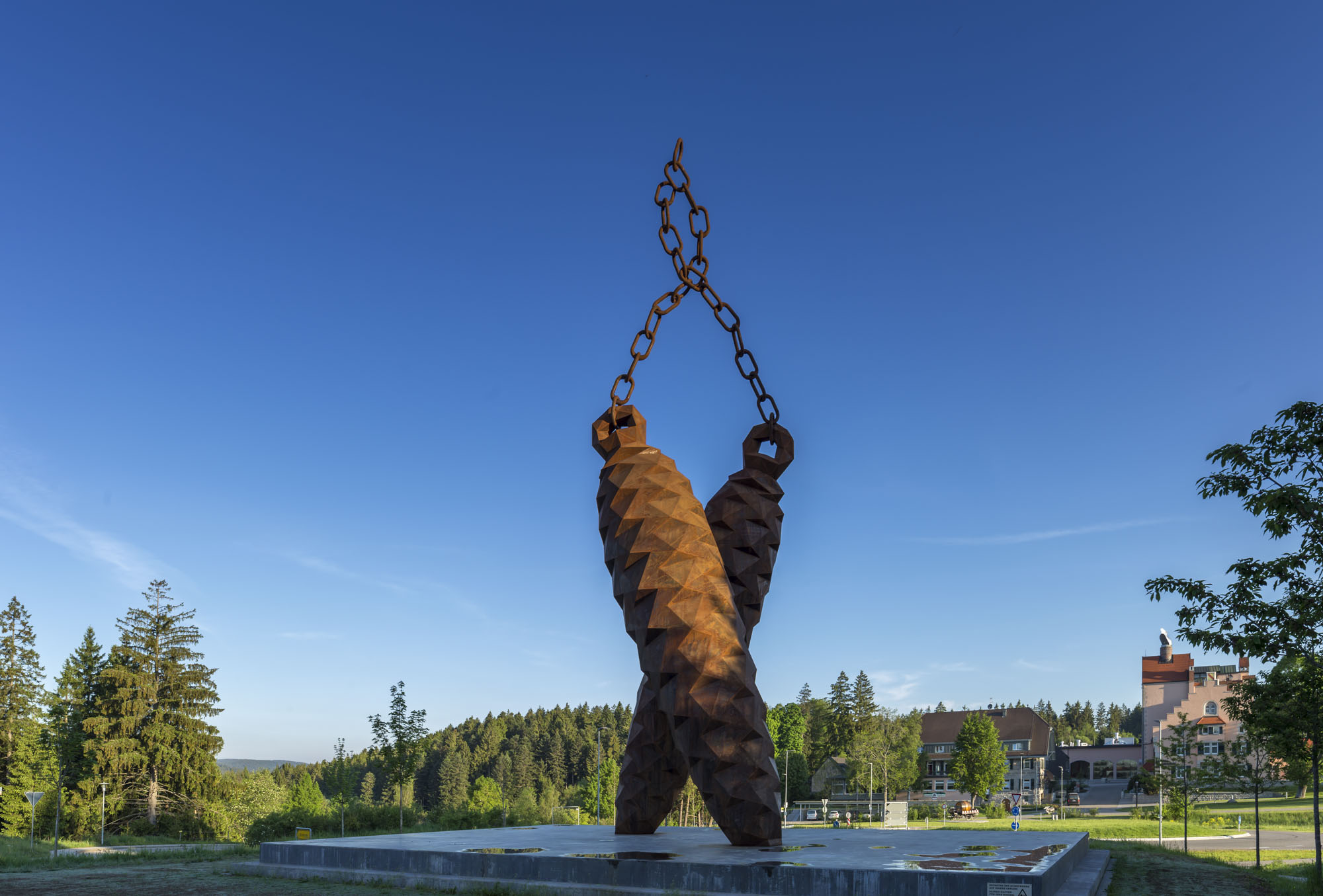
Pommes de pin géantes à proximité de la brasserie (œuvre de Stefan Strumbel)